# Lasiomyrma

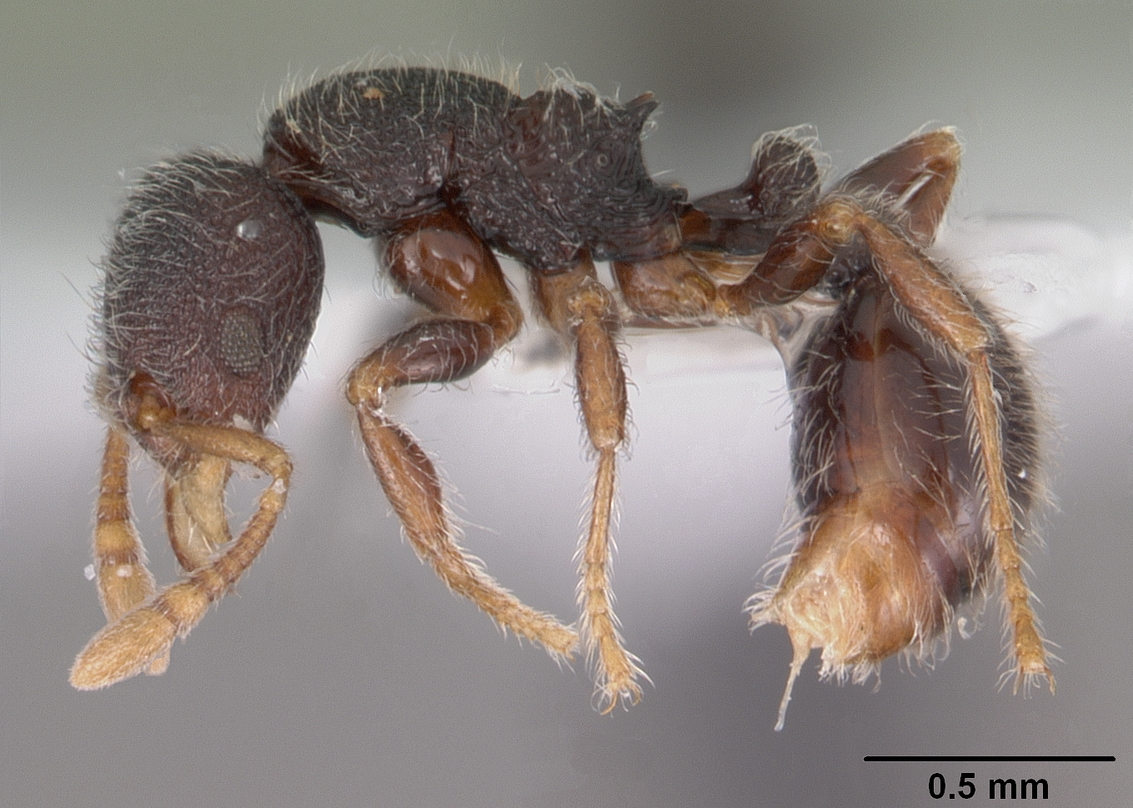
Муравей Lasiomyrma gedensis

Lasiomyrma (лат.) — род муравьёв подсемейства мирмицины (Myrmicinae, Crematogastrini). Юго-Восточная Азия.

## Распространение
Индонезия, Малайзия, Таиланд.

## Описание
Мелкие земляные муравьи коричневого цвета. Заднегрудка с проподеальными шипиками. Усики длинные, у самок и рабочих 11—12-члениковые, булава 3-члениковая. Жвалы рабочих треугольно-вытянутые, с 7-9 зубцами. Нижнечелюстные щупики 2-члениковые, нижнегубные щупики состоят из 2 сегментов. Усиковые бороздки отсутствуют. Голени средних и задних ног без апикальных шпор. Стебелёк между грудкой и брюшком состоит из двух сегментов (петиоль + постпетиоль). Кутикула толстая и плотно скульптированная. Жало развито.
- Lasiomyrma gedensis Terayama & Yamane, 2000[1]
- Lasiomyrma gracilinoda Terayama & Yamane, 2000[1]
- Lasiomyrma maryatiae Terayama & Yamane, 2000[1]
- Lasiomyrma wiwatwitayai Jaitrong, 2010[4]